# Scherda
Scherda (in croato Škrda) è una piccola isola disabitata della Croazia situata nel mare Adriatico ad ovest di Pago e a nord-ovest di Maon; fa parte delle isole Liburniche meridionali. Nel XIX sec. era conosciuta col nome di Scardizza. Amministrativamente appartiene al comune di Novaglia, nella regione zaratina.

## Geografia
Scherda è un'isola rocciosa di forma allungata, misura circa 3 km di lunghezza da punta Sadina (rt Sadina) a punta Sciroccale (Južni rt), l'elevazione maggiore è di 53,8 m; ha una superficie di 2,05 km² e uno sviluppo costiero di 7,177 km. Il canale di Maon (Maunski kanal) la separa da Pago, si trova parallela alla sua costa (che dista circa 3 km), di fronte al villaggio di Mandrie (Mandre). Sulla costa nord-ovest di Scherda c'è un segnale luminoso.
Scherda non va confusa con l'isola di Scarda, che si trova non lontano ma tra le isole di Premuda e Isto.

### Cartografia
- (HR) Mappa topografica della Croazia 1:25000, su preglednik.arkod.hr. URL consultato il 23 ottobre 2017.
- G. Giani, Carta prospettiva delle Comuni censuarie della Dalmazia, foglio 1, 1839. Fondo Miscellanea cartografica catastale, Archivio di Stato di Trieste.
- Carta di cabottaggio del mare Adriatico, foglio V, Milano, Istituto geografico militare, 1822-1824. URL consultato il 23 ottobre 2017 (archiviato dall'url originale il 23 agosto 2021).